# Diorama (àlbum de Silverchair)
Diorama és el quart àlbum d'estudi de la banda australiana Silverchair. Es va publicar el 31 de març de 2002 sota el segell Eleven i és una co-producció de David Bottrill i el cantant del grup Daniel Johns. Aquest àlbum continua la direcció artística iniciada amb l'àlbum anterior sobre l'experimentació amb elements orquestrals però endinsant-se més en sons dels anys 60, trencant totalment amb els àlbums inicials de la banda.

## Informació
Daniel Johns estava decidit a fer un àlbum molt més interior encara que això suposés la pèrdua de molts seguidors de la banda, sentia que començava a disminuir la seva passió per la música, i abans de fer un treball d'inferior qualitat, preferia recuperar la passió en un altre estil. Amb aquest important canvi que va proposar Johns, la banda va decidir canviar la producció per trobar una persona que entengués el nou rumb i va anar a càrrec de David Bottrill, tot i que el mateix Johns va fer de coproductor. El títol de l'àlbum fa referència a "un món dins d'un món".
Johns va escriure totes les cançons de l'àlbum mentre la banda es prenia un any sabàtic per descansar després de la publicació de Neon Ballroom. En aquesta ocasió va canviar el mètode de composició, ja que va utilitzar el piano en lloc de la guitarra com havia fet fins al moment. Durant el desenvolupament de les cançons, Johns va treballar amb altres compositors, entre els quals va destacar Van Dyke Parks que va col·laborar amb els arranjaments orquestrals l'addició de power ballads. Moltes cançons estaven inspirades en la seva esposa Natalie Imbruglia, però va haver d'anar amb molt de compte per evitar possibles mal interpretacions. També va haver de negar els rumors que deien que Johns volia que la seva dona s'unís al grup per cantar les cançons. L'enregistrament es va realitzar entre l'abril i l'octubre de 2001 en la pròpia casa de Daniel Johns i als estudis 301 Studios i Mangrove Studios a Austràlia.
Silverchair va programar una gira per promocionar Diorama després de la seva publicació, però ben aviat es va posar en punt mort, ja que Johns va desenvolupar una artritis activa que li causava molts dolors a les articulacions. Johns tenia moltes dificultats per tocar la guitarra i cantar, així que, finalment es va cancel·lar la gira i el grup només va fer actuacions puntuals. Johns va viatjar a Califòrnia per rebre tractament i realitzar fisioteràpia.
Mentre la crítica especialitzada no va valorar l'àlbum tan bé respecte als anteriors, va ser rebut amb molt entusiasme pel públic. A Austràlia va aconseguir el número 1 en la llista d'àlbums ARIA i va rebre la certificació de triple disc de platí. Tanmateix, a occident no va tenir tant èxit com els anteriors treballs. La indústria discogràfica australiana va guardonar el grup amb cinc premis entre els quals van destacar els de millor grup i millor àlbum de rock. Tres cançons de l'àlbum van estar nominades per diferents premis i Daniel Johns va ser guardonat amb el premi de millor compositor per segona ocasió en els premis APRA.

## Llista de cançons
Totes les cançons foren escrites i compostes per Daniel Johns. 
| Núm.          | Títol                                          | Durada |
| ------------- | ---------------------------------------------- | ------ |
| 1.            | «Across the Night»                             | 5:37   |
| 2.            | «The Greatest View»                            | 4:06   |
| 3.            | «Without You»                                  | 5:17   |
| 4.            | «World Upon Your Shoulders»                    | 4:37   |
| 5.            | «One Way Mule»                                 | 4:15   |
| 6.            | «Tuna in the Brine»                            | 5:40   |
| 7.            | «Too Much of Not Enough»                       | 4:43   |
| 8.            | «Luv Your Life»                                | 4:29   |
| 9.            | «The Lever»                                    | 4:22   |
| 10.           | «My Favourite Thing»                           | 4:14   |
| 11.           | «After All These Years» (cançó oculta "Outro") | 9:53   |
| Durada total: | Durada total:                                  | 57:13  |

## Posicions en llista
| Llista (2002)                | Posició |
| ---------------------------- | ------- |
| Australian ARIA Albums Chart | 1       |
| New Zealand Album Chart      | 7       |
| Àustria                      | 13      |
| Suïssa                       | 40      |
| França                       | 116     |
| U.S. Billboard 200           | 91      |

## Personal
- Daniel Johns – veus, guitarra, piano, clavicèmbal, arranjaments orquestrals (cançons 2, 4, 10)
- Ben Gillies – bateria, percussió
- Chris Joannou – baix

### Personal addicional
- Van Dyke Parks (cançons 1, 6, 8), Larry Muhoberac (cançons 2, 4, 10) – arranjaments orquestrals
- Rob Woolf – orgue Hammond (cançons 3, 10)
- Michele Rose – pedal steel guitar (cançó 7)
- Yon Garfias – baix
- Paul Mac – piano (cançons 1, 4, 6, 7, 8, 10)
- Jim Moginie – teclats (cançons 2, 5), piano (cançó 5)